# Secret Story - Casa dos Segredos: Desafio final (1.ª edição)
O Desafio Final (1.ª edição) do Secret Story - Casa dos Segredos em Portugal estreou a 6 de Janeiro de 2013 e terminou no dia 28 de Janeiro de 2013. Foi transmitido na TVI, produzido pela Endemol Portugal e apresentado por Teresa Guilherme.

## A Casa e as Regras
- A Casa do Secret Story - Casa dos Segredos: Desafio Final localiza-se na Venda do Pinheiro, mais especificamente na Asseiceira Grande.
- A Casa apresenta a mesma decoração da 3.ª edição, com algumas novidades como novos objetos e um novo telefone rosa localizado na sala.
- Algumas das decorações são: uma caixa a dizer explosivos no jardim. Uma paragem de autocarro também no jardim. Uma mão e uma chave na mesa da sala. Um código de barras no quarto azul (com a data de inicio da 2ª e 3ª edição). Um mapa astral do signo gémeos no quarto rosa. Cinco relógios com a hora 12h00 na parede do contador. O contador marca o número 104107 (dias da duração da 2.ª e 3.ª edição, respetivamente). À porta do confessionário podemos ver o número 211.
- O vencedor recebe 10000 euros e ainda pode receber prémios exclusivos como viagens e o acesso à final.
- Os concorrentes não apresentam uma conta com dinheiro que ganham com missões secretas como nas antigas edições, no Desafio Final têm um quadro com bolas verdes (quando a missão é bem sucedida) e bolas vermelhas (quando a missão falha). As bolas verdes podem tornar-se em recompensas monetárias e as bolas vermelhas em penalizações.
- Vários prémios foram atribuidos durante esta edição, como viagens, cruzeiros, visitas a spas e cheques para gastar em compras.

## Emissão
| Programa         | Emissão                                      | Apresentação                      |
| ---------------- | -------------------------------------------- | --------------------------------- |
| Gala de Expulsão | Domingo / 21:40-01:00                        | Teresa Guilherme                  |
| Nomeações        | Terça / 21:50-23:00                          | Teresa Guilherme                  |
| Diário           | Segunda a Sexta (exceto Terça) / 21:40-22:40 | Leonor Poeiras                    |
| Extra            | Segunda a Sexta / 00:30-02:00                | Iva Domingues                     |
| Diário de Sábado | Sábado / 22:00-23:45                         | (apenas imagem, sem apresentador) |
| Directo          | Várias vezes ao longo do dia                 | Locutores da TVI                  |
| TVI Direct       | Canal (10) da assinatura MEO, 24h por dia    | (apenas imagem, sem apresentador) |

## Concorrentes
Nesta mini-edição, os concorrentes serão da 2.ª e 3.ª edições. Dois dos concorrentes foram escolhidos pelos votos dos portugueses (Alexandra e Wilson) e os restantes concorrentes foram escolhidos pela VOZ.

### Alexandra
- A Alexandra vem do Porto, tem 26 anos e é DJ. É muito vaidosa, tem cuidado com o seu corpo, já praticou patinagem artística no gelo e [[Hip Hop]. Fez alguns trabalhos como modelo fotográfico. É de extremos e assume-se como uma pessoa muito frontal e transparente. Quer ir para a Casa dos Segredos para amadurecer e perceber melhor os seus defeitos.[1]
- Ficou em 6.º lugar na 3.ª edição do programa.

### Cláudio
Ver referência 
- O Cláudio, tem 25 anos e vem de Vila Nova de Gaia. Tem um mestrado em Educação Física e é personal trainer. Considera-se um homem bonito e atraente. Tem muito cuidado com o seu corpo, treina todos os dias e tem uma fixação pela cor da pele, tem que estar sempre bronzeado. Adora surf, wakeboard, snowboard, futebol e ginásio. Diz que a vida lhe apresenta jogos constantemente e quando decide entrar no jogo, nunca é para perder.
- Ficou em 4.º lugar na 3.ª edição do programa.

### Nuno
Ver referência 
- O Nuno tem 24 anos e vem de Camarate. Já jogou futebol a nível profissional, mas abandonou a carreira para trabalhar na empresa de transportes do pai, onde é uma peça fundamental, controlando todas as contas. Não tem namorada e prefere relacionamentos sem complicações. Gosta de mulheres que andem bem calçadas. É das primeiras coisas em que repara quando conhece alguém. Em 2008 foi eleito por uma marca de roupa interior o melhor rabo de Portugal. Quer entrar na Casa dos Segredos para se tornar famoso e ajudar a empresa do pai.
- Ficou em 10.º lugar na 3.ª edição do programa.

### Sandra
- Ver referência[4]

A Sandra tem 22 anos e é da Lustosa, uma freguesia do concelho de Lousada. Está a tirar um curso de contabilidade. É a mais nova de sete irmãos. Espontânea e divertida, não passa despercebida. O seu maior sonho é ser actriz.
- Ficou em 15.º lugar na 3.ª edição do programa.

### Wilson
- Ver referência[5]

O Wilson, tem 25 anos e vive em Lisboa. É treinador de futebol e jogador de poker profissional. Gosta de música e cinema. Só teve uma namorada na vida, mas muitos casos de uma noite. Considera o mais difícil fazer uma mulher sorrir e, a partir daí, tudo flui. Assume-se como um líder e um jogador. Adora desafios e a Casa dos Segredos vai ser o seu maior desafio. O seu objectivo é ganhar.
- Ficou em 14.º lugar na 3.ª edição do programa, após ser expulso por agressão.

### Carlos
- Ver referência[6]

Tem 28 anos e vem da Maia. É cabeleireiro. Gostava de ser tatuador. Tem inúmeras tatuagens espalhadas pelo corpo. Tem um filho com 9 anos. Adora ir à praia e sair à noite. Vai frequentemente ao ginásio e por vezes pratica natação. O seu filho é o seu orgulho. Quer entrar para ser famoso.
- Ficou em 13.º lugar na 2.ª edição do programa.

### Cátia
- Ver referência[7]

Tem 22 anos e vem de Portimão. É auxiliar de acção médica. Gostava de ser actriz. Fez figuração nos Morangos com Açúcar. Passa os dias a ouvir música, gosta de Rihanna e Eminem. Gosta muito de animais. Concorre para se tornar conhecida e para tentar a sorte no mundo da televisão.
- Ficou em 2.º lugar na 2.ª edição do programa.

### Daniela P.
- Ver referência[8]

Tem 25 anos e vem de Lisboa. É cantora e actriz e já fez alguns trabalhos de moda.
Pratica artes marciais e adora futebol (ver e jogar). Gosta de sair à noite e de dançar. Entra para se tornar mais famosa e tentar entrar definitivamente no mundo do espectáculo.
- Ficou em 8.º lugar na 2.ª edição do programa.

### Fanny
- Ver referência[9]

Tem 19 anos e vem da Suíça. É Assistente dentária. Gostava de ser médica legista. Adora roupa e acessórios. Gosta de dançar e de fazer amigos. O telemóvel é vital na sua vida. Gosta de jogar poker. O seu maior sonho é ser sempre feliz. Quer entrar na Casa dos Segredos pela aventura e pelo desafio.
- Ficou em 6.º lugar na 2.ª edição do programa.

### Marco
- Ver referência[10]

Tem 21 anos e vem da Amadora. É pasteleiro. Adora ir ao cinema e ao ginásio. Faz musculação todos os dias. O seu maior sonho é casar e ter filhos. Gosta muito do verão e de festas na praia. Concorre pela fama e pelo dinheiro.
- Ficou em 5.º lugar na 2.ª edição do programa.

### Ricardo
- Ver referência[11]

Tem 23 anos e é pasteleiro. Tem uma banda de reggae e rap. Compõe letras e canta. Tem muitas tatuagens. Quer ser psicólogo ou sociólogo.
Considera-se um gigante (tem 1,96 m) com bom coração.
- Ficou em 11.º lugar na 2.ª edição do programa.

### Susana
- Ver referência[12]

Tem 31 anos e vem de Portimão. É bailarina de striptease e foi militar durante 4 anos. Fez várias operações plásticas, porque é 'muito exigente' com o corpo. Não quer ter filhos nem casar.
- Ficou em 10.º lugar na 2.ª edição do programa.

## Convidados
Os convidados não estão habilitados aos prémios, não podem nomear nem ser nomeados. Podem abandonar a casa a qualquer momento

### Diogo
- Diogo Cruz ficou conhecido por toda a polémica do namoro que mantinha com Fanny quando ela estava a habitar a casa na 2.ª edição do programa. Foi visto várias vezes com a Alexandra, levando a rumores que se tinham envolvido. Diogo entrou na casa no dia 8 (13 de Janeiro) e saiu uma semana depois, no dia 15 (20 de Janeiro)

### Tropa de Elite daVOZ
Os 4 concorrentes da 1.ª edição do programa disputam 2500 euros que podem receber se acertarem no segredo da VOZ.

#### Ivo
- Ivo, era surfista. Foi comercial na empresa do pai, posteriormente ficou desempregado. Ficou em 4.º lugar na 1.ª edição da Casa dos Segredos. Entrou na casa no dia 17 (22 de Janeiro).

#### Vera
- Vera, 23 anos, era de Sintra. Fazia trabalhos como modelo fotográfico e já havia dado aulas de hip hop. Ficou em 3.º lugar na 1.ª edição da Casa dos Segredos. Entrou na casa no dia 17 (22 de Janeiro).

#### Jade
- Jade, 24 anos, nasceu em França e vivia, na época, em Coimbra. Ficou em 12.º lugar na 1.ª edição da Casa dos Segredos. Entrou na casa no dia 17 (22 de Janeiro).

#### António
- António, 30 anos, era pastor, possuindo cordeiros, galinhas e vacas. Foi o vencedor da 1.ª edição da Casa dos Segredos. Entrou na casa no dia 17 (22 de Janeiro).

## Entradas e eliminações
Tabela de entradas e eliminações. Os concorrentes iniciais eram 13 mas vários convidados entraram na casa a meio do jogo.
| Classificação | Classificação | Classificação          | Classificação         | Classificação         | Classificação | Classificação |
| #             | Concorrente   | Origem                 | Entrada               | Saída                 | Nomeações     | Total votos   |
| ------------- | ------------- | ---------------------- | --------------------- | --------------------- | ------------- | ------------- |
| 1             | Cátia         | Portimão               | 6 de Janeiro de 2013  | 28 de Janeiro de 2013 | 0             | 1             |
| 2             | Ricardo       | Vila Franca do Rosário | 6 de Janeiro de 2013  | 28 de Janeiro de 2013 | 3             | 15            |
| 3             | Marco         | Amadora                | 6 de Janeiro de 2013  | 28 de Janeiro de 2013 | 0             | 3             |
| 4             | Fanny         | Oliveira de Azeméis    | 6 de Janeiro de 2013  | 28 de Janeiro de 2013 | 0             | 6             |
| 5             | Carlos        | Maia                   | 6 de Janeiro de 2013  | 28 de Janeiro de 2013 | 0             | 1             |
| 6             | Daniela P.    | Lisboa                 | 6 de Janeiro de 2013  | 28 de Janeiro de 2013 | 0             | 3             |
| -             | António       | Baião                  | 22 de Janeiro de 2013 | 28 de Janeiro de 2013 | ---           | ---           |
| -             | Vera          | Cacém                  | 22 de Janeiro de 2013 | 28 de Janeiro de 2013 | ---           | ---           |
| -             | Ivo           | Lisboa                 | 22 de Janeiro de 2013 | 28 de Janeiro de 2013 | ---           | ---           |
| -             | Jade          | Coimbra                | 22 de Janeiro de 2013 | 28 de Janeiro de 2013 | ---           | ---           |
| 7             | Joana         | Maia                   | 6 de Janeiro de 2013  | 22 de Janeiro de 2013 | 2             | 10            |
| 8             | Sandra        | Lousada                | 6 de Janeiro de 2013  | 22 de Janeiro de 2013 | 1             | 10            |
| 9             | Alexandra     | Porto                  | 6 de Janeiro de 2013  | 21 de Janeiro de 2013 | 4             | 0             |
| 10            | Wilson        | Lisboa                 | 6 de Janeiro de 2013  | 21 de Janeiro de 2013 | 1             | 4             |
| 11            | Nuno          | Camarate               | 6 de Janeiro de 2013  | 21 de Janeiro de 2013 | 1             | 7             |
| -             | Diogo         | Lisboa                 | 13 de Janeiro de 2013 | 20 de Janeiro de 2013 | ---           | ---           |
| 12            | Cláudio       | Vila Nova de Gaia      | 6 de Janeiro de 2013  | 14 de Janeiro de 2013 | 1             | 4             |
| 13            | Susana        | Portimão               | 6 de Janeiro de 2013  | 14 de Janeiro de 2013 | 1             | 6             |

Legenda
|  |             |
|  | Vencedor    |
|  | Eliminado/a |
|  | Desistiu    |
|  | Convidado/a |
|  | Finalista   |

## Nomeações
| Cátia        | Nuno Joana                    | Joana Susana Nuno Ricardo                  | Ricardo                                  | Ricardo Sandra Joana                     | Vencedora (Dia 22)                         | Vencedora (Dia 22)                       | 1  |  |  |  |  |  |  |  |  |  |  |  |  |  |  |  |  |
| Ricardo      | Marco Joana                   | Joana Sandra                               | Nuno                                     | Marco Sandra Joana                       | 2º Lugar (Dia 22)                          | 2º Lugar (Dia 22)                        | 15 |  |  |  |  |  |  |  |  |  |  |  |  |  |  |  |  |
| Marco        | Ricardo Alexandra             | Alexandra Fanny                            | Wilson                                   | Ricardo Sandra Joana                     | 3º Lugar (Dia 22)                          | 3º Lugar (Dia 22)                        | 3  |  |  |  |  |  |  |  |  |  |  |  |  |  |  |  |  |
| Fanny        | Ricardo Susana                | Susana Sandra Marco Cláudio                | Nuno                                     | Ricardo Sandra Joana                     | 4º Lugar (Dia 22)                          | 4º Lugar (Dia 22)                        | 6  |  |  |  |  |  |  |  |  |  |  |  |  |  |  |  |  |
| Carlos       | Cátia Nuno                    | Alexandra Sandra                           | Wilson                                   | Ricardo Sandra Joana                     | 5º Lugar (Dia 22)                          | 5º Lugar (Dia 22)                        | 1  |  |  |  |  |  |  |  |  |  |  |  |  |  |  |  |  |
| Daniela P.   | Ricardo Susana                | Susana Joana Ricardo Cláudio               | Ricardo                                  | Ricardo Sandra Joana                     | 6º Lugar (Dia 22)                          | 6º Lugar (Dia 22)                        | 3  |  |  |  |  |  |  |  |  |  |  |  |  |  |  |  |  |
| Joana        | Alexandra Ricardo             | Alexandra Susana Ricardo Wilson            | Ricardo                                  | Ricardo Fanny Daniela                    | Eliminada (Dia 17)                         | Eliminada (Dia 17)                       | 10 |  |  |  |  |  |  |  |  |  |  |  |  |  |  |  |  |
| Sandra       | Cláudio Fanny                 | Fanny Daniela P. Carlos Ricardo            | Ricardo                                  | Ricardo Daniela Fanny                    | Eliminada (Dia 17)                         | Eliminada (Dia 17)                       | 10 |  |  |  |  |  |  |  |  |  |  |  |  |  |  |  |  |
| Alexandra    | Joana Ricardo                 | Joana Sandra Marco Cláudio                 | Nuno                                     | Desistiu (Dia 15)                        | Desistiu (Dia 15)                          | Desistiu (Dia 15)                        | 4  |  |  |  |  |  |  |  |  |  |  |  |  |  |  |  |  |
| Wilson       | Quarto Secreto                | Joana Sandra                               | Nuno                                     | Eliminado (Dia 15)                       | Eliminado (Dia 15)                         | Eliminado (Dia 15)                       | 4  |  |  |  |  |  |  |  |  |  |  |  |  |  |  |  |  |
| Nuno         | Ricardo Susana                | Susana Cátia                               | Wilson                                   | Eliminado (Dia 15)                       | Eliminado (Dia 15)                         | Eliminado (Dia 15)                       | 6  |  |  |  |  |  |  |  |  |  |  |  |  |  |  |  |  |
| Cláudio      | Ricardo Alexandra             | Alexandra Susana                           | Eliminado (Dia 8)                        | Eliminado (Dia 8)                        | Eliminado (Dia 8)                          | Eliminado (Dia 8)                        | 4  |  |  |  |  |  |  |  |  |  |  |  |  |  |  |  |  |
| Susana       | Joana Nuno                    | Fanny Daniela P. Nuno Cláudio              | Eliminada (Dia 8)                        | Eliminada (Dia 8)                        | Eliminada (Dia 8)                          | Eliminada (Dia 8)                        | 6  |  |  |  |  |  |  |  |  |  |  |  |  |  |  |  |  |
|              |                               |                                            |                                          |                                          |                                            |                                          |    |  |  |  |  |  |  |  |  |  |  |  |  |  |  |  |  |
| Notas        | 1                             | 2                                          | 3                                        | 4,5                                      | ---                                        | ---                                      |    |  |  |  |  |  |  |  |  |  |  |  |  |  |  |  |  |
| Expulsos     | ---                           | ---                                        | ---                                      | ---                                      | ---                                        | ---                                      |    |  |  |  |  |  |  |  |  |  |  |  |  |  |  |  |  |
| Desistências | ---                           | ---                                        | ---                                      | Alexandra                                | ---                                        | ---                                      |    |  |  |  |  |  |  |  |  |  |  |  |  |  |  |  |  |
| Nomeados     | Joana Ricardo                 | Cláudio Ricardo Susana                     | Joana Nuno Ricardo Wilson                | Ricardo Sandra Joana                     | Fanny Marco Ricardo Daniela Carlos Cátia   | Fanny Marco Ricardo Daniela Carlos Cátia |    |  |  |  |  |  |  |  |  |  |  |  |  |  |  |  |  |
| Eliminado    | Joana 7/12 Ricardo 4/12 votos | Susana 40% dos votos Cláudio 39% dos votos | Nuno 43% dos votos Wilson 35% dos votos  | Sandra 61% dos votos Joana 21% dos votos | Daniela P. 2% dos votos Fanny 8% dos votos | Carlos 5% dos votos Marco 9% dos votos   |    |  |  |  |  |  |  |  |  |  |  |  |  |  |  |  |  |
| Salvo        | X                             | Ricardo 21% dos votos                      | Joana 16% dos votos Ricardo 6% dos votos | Ricardo 18% dos votos                    | Ricardo 20% dos votos                      | Cátia 56% dos votos                      |    |  |  |  |  |  |  |  |  |  |  |  |  |  |  |  |  |

Legenda
     Nomeado/a
     Imune
     Nomeação não aplicável
- Nota 1: Após a entrada dos 12 concorrentes, foram escritos, nas ardósias, o nome dos dois concorrentes (um rapaz e uma rapariga) que teriam de abandonar a casa imediatamente. Joana e Ricardo foram os mais votados, mas não foram eliminados, tendo esta votação sido feita para enganar os concorrentes. O 13º concorrente, Wilson permaneceu no quarto secreto e só entrou na casa no Dia 2.
- Nota 2: As nomeações começam na sala, com as ardósias, todos nomeiam duas raparigas. Depois das nomeações feitas a VOZ ligou à casa para avisar que as últimas expulsas na 2ª e 3ª edições estavam bloqueadas, ou seja, Fanny e Alexandra estão imunes. Os nomeados para expulsão dupla são: Susana, Ricardo e Cláudio.
- Nota 3: Apenas rapazes podem ser nomeados. Marco está imune por ter a maioria de bolas verdes no quadro do comportamento e Joana está automaticamente nomeada por ter o maior número de bolas vermelhas. As nomeações começam na sala, com as ardósia, as raparigas nomeiam um rapaz. Ricardo com 4 votos está nomeado. Os rapazes vão ao confessionário nomear um rapaz. Os nomeados da semana para expulsão dupla são: Joana, Ricardo, Wilson e Nuno.
- Nota 4: O convidado, Diogo, abandonou a casa no dia 15, depois da VOZ utilizar o poder do reverso (todos os concorrentes queriam que este permanecesse na casa). Alexandra desiste do Desafio Final após a expulsão de Wilson. No dia 15, os concorrentes fizeram nomeações para mais duas expulsões no dia 17.  Os nomeados para expulsão dupla são: Ricardo, Joana e Sandra.
- Nota 5: A noite começa com a expulsão de Sandra e Joana. 4 novos convidados entram na casa (António, Jade, Ivo e Vera). Os finalistas do Desafio Final são: Ricardo, Cátia, Fanny, Carlos, Marco e Daniela

## Nomeações: resultados
| Semana   | Nomeações                                                        | Votos dos portugueses                                                         | Expulsão                           |
| -------- | ---------------------------------------------------------------- | ----------------------------------------------------------------------------- | ---------------------------------- |
| Dia 11   | Todos Concorrentes                                               | Wilson (34%), Alexandra (9%)                                                  | ---                                |
| Semana 1 | Cláudio (4 Votos), Ricardo (4 Votos), Susana (6 Votos)           | Cláudio (39%), Ricardo (21%), Susana (40%)                                    | Cláudio e Susana                   |
| Semana 2 | Joana (VOZ), Ricardo (4 Votos), Wilson (3 Votos), Nuno (2 Votos) | Joana (16%), Ricardo (6%), Wilson (35%), Nuno (43%)                           | Nuno,Wilson e Alexandra (Desistiu) |
| Dia 15   | Ricardo (7 Votos), Sandra (6 Votos) , Joana (5 Votos)            | Ricardo (18%), Sandra (61%) , Joana (21%)                                     | Sandra e Joana                     |
| Final    | Cátia, Ricardo, Fanny, Daniela, Marco, Carlos                    | Cátia (56%), Ricardo (20%), Fanny (8%), Daniela (2%), Marco (9%), Carlos (5%) | Finalistas e Tropa de Elite da VOZ |

Nota 1: Todos os concorrentes da 2ª e 3ª edição estavam nomeados para entrar na casa. Alexandra e Wilson foram os mais votados pelo público, entrando assim no Desafio Final. As votações dos outros concorrentes são desconhecidas.

### Semana 1
- Segredos:
  - Apresentados na Gala de Estreia:
    - Segredo da Casa
    - Segredo da Voz
- Convidados
  - Diogo entra na casa no dia 8.
- Nomeações:
  - Nomeados: Cláudio(4 Votos), Ricardo (4 Votos), Susana (6 Votos)
- Expulsões:
  - Susana (40%)
  - Cláudio (39%)
- Salvos
  - Ricardo (21%)

### Semana 2
- Segredos:
  - Revelados na casa na 2ª semana:
    - Entraram 34 segredos na Casa (Segredo da Casa) - Revelado pela Sandra
- Nomeações:
  - Nomeados: Joana (VOZ), Ricardo (4 Votos), Wilson (3 Votos), Nuno (2 Votos)
- Expulsões:
  - Nuno (43%)
  - Wilson (35%)
- Salvos:
  - Joana (16%)
  - Ricardo (6%)

### Semana 3
- Convidados
  - Jade entra na casa no dia 17.
  - Ivo entra na casa no dia 17.
  - Vera entra na casa no dia 17.
  - António entra na casa no dia 17.
- Nomeações:
  - Nomeados: Ricardo (7 Votos), Sandra (6 Votos) , Joana (5 Votos)
- Expulsões:
  - Sandra (61%)
  - Joana (21%)
- Salvo:
  - Ricardo (18%)

### Final
- Segredos:
  - Revelados na casa na 3ª semana:
    - A sorte protege os audazes (Segredo da VOZ) - revelado por Vera
- Finalistas: Cátia, Ricardo, Fanny, Daniela, Marco e Carlos

## Segredos
Nesta edição os concorrentes não têm segredos, mas existem dois segredos escondidos na casa:
- Segredo da Casa - quem adivinhar este segredo recebe como prémio uma viagem para duas pessoas a Cabo Verde.
- Segredo da Voz - quem adivinhar este segredo tem acesso directo à final. Após a entrada da Tropa de Elite da VOZ os finalistas perderam o privilégio de acertar no segredo da VOZ. Esse trabalho foi entregue aos 4 convidados da 1ª edição, que disputam 2500€.

### Tentativas de descobertas de segredos
| Segredo                                                  | De quem | Quem pensa que descobriu | Data da tentativa |
| -------------------------------------------------------- | ------- | ------------------------ | ----------------- |
| Tenho uma VOZ gémea                                      | VOZ     | Wilson                   | 9 de Janeiro      |
| Chamo-me Luís Varela                                     | VOZ     | Nuno                     | 14 de Janeiro     |
| Paragem de autocarro nº34 - Entraram 34 segredos na Casa | Casa    | Sandra                   | 16 de Janeiro     |
| Deixei entrar 12 concorrentes no desafio final           | VOZ     | Marco                    | 21 de Janeiro     |
| A VOZ não tem segredos                                   | VOZ     | António                  | 24 de Janeiro     |
| A sorte protege os audazes                               | VOZ     | Vera                     | 24 de Janeiro     |

Legenda
     Está certo
     Está errado

## Saldos
No Desafio Final a conta com dinheiro dos concorrentes não existe passando assim a existir o quadro do bom comportamento.
Prémios
- Um jantar no quarto secreto com uma pessoa à escolha, ganho pela Susana por ter o maior número de bolas verdes no quadro de comportamento. Ela escolheu o Marco para jantar com ela.
- Cátia ganhou 750€ em compras por ter o maior número de bolas verdes.
- Fanny ganhou um cruzeiro no mediterrâneo para duas pessoas durante sete dias, por ter atendido o telefone rosa.
- Marco ficou imune, no dia 10, por ter o maior número de bolas verdes.
- Joana e Sandra ganharam um fim de semana num SPA, por terem atendido o telefone rosa.
- Sandra ganhou uma viagem para 2 pessoas a Cabo Verde durante 7 dias, por ter acertado no segredo da Casa.
- Nuno ganhou um vale de 600€ em electrónica, por ter atendido o telefone rosa.
- Cátia ficou imune, no dia 15, por ter o maior número de bolas verdes.
- Vera Ganhou 2500€, por ter acertado no segredo da Voz. Decidiu partilha-lo com os restantes colegas da 1ª edição.

Penalizações
- Joana foi automaticamente nomeada, no dia 10, por ter o maior número de bolas vermelhas.

## Recordes da edição
| Número de concorrentes                         | 13                                                 |
| Concorrente nunca nomeado(a)                   | Alexandra, Carlos, Cátia, Daniela P., Fanny, Marco |
| Concorrente mais vezes nomeado(a)              | Ricardo - 3 nomeações                              |
| Concorrente que mais "sobreviveu" às nomeações | Ricardo - "sobreviveu" a 3 nomeações               |
| Concorrente mais vezes imune                   | Alexandra, Cátia, Fanny e Marco - 1 imunidade      |
| Concorrente eliminado(a) com menor percentagem | Joana - 21% para expulsar, contra 2 concorrentes   |
| Concorrente eliminado(a) com maior percentagem | Sandra - 61% para expulsar, contra 2 concorrentes  |
| Nomeado(a) com menor percentagem de voto       | Ricardo - 6% para expulsar, contra 3 concorrentes  |
| Desistências                                   | 1 - Alexandra                                      |